# Andreas Mannkopff
Andreas Mannkopff (* 17. Mai 1939 in Berlin; † 9. Oktober 2015 ebenda) war ein deutscher Schauspieler und Synchronsprecher.

## Leben
Andreas Mannkopff absolvierte ein Studium der klassischen Schauspielerei bei Fritz Kirchhoff in seiner Heimatstadt Berlin und widmete sich zunächst am Düsseldorfer Kom(m)ödchen sowie in Heidelberg und Berlin dem politischen Kabarett. Danach trat Mannkopff in zahlreichen Schauspielrollen zunächst am Theater auf. Er spielte unter anderem am renommierten, von Boleslaw Barlog geprägten Berliner Schlosspark Theater und an den anderen staatlichen Schauspielbühnen, beispielsweise unter Hans Lietzau, Boy Gobert, Heribert Sasse und Alfred Kirchner.
1968 wurde er über Nacht bekannt durch den Thriller Das Geständnis eines Mädchens. Anschließend trat er in zahlreichen Spiel- und Fernsehfilmen auf und stand meist nach Drehschluss ganzjährig auf der Theater- und Musicalbühne. Ein weiterer Bekanntheitsschub folgte 1976 durch den Film Jack the Ripper – Der Dirnenmörder von London, in welchem er an der Seite von Klaus Kinski den resoluten Scotland-Yard-Direktor spielte, der den Frauenmörder jagte; ein Film, der Mannkopff auch im europäischen Raum bekannt machte. Weitere Filmrollen erhielt Mannkopff unter anderem in Fabian, Otto – Der Film und Samba in Mettmann.

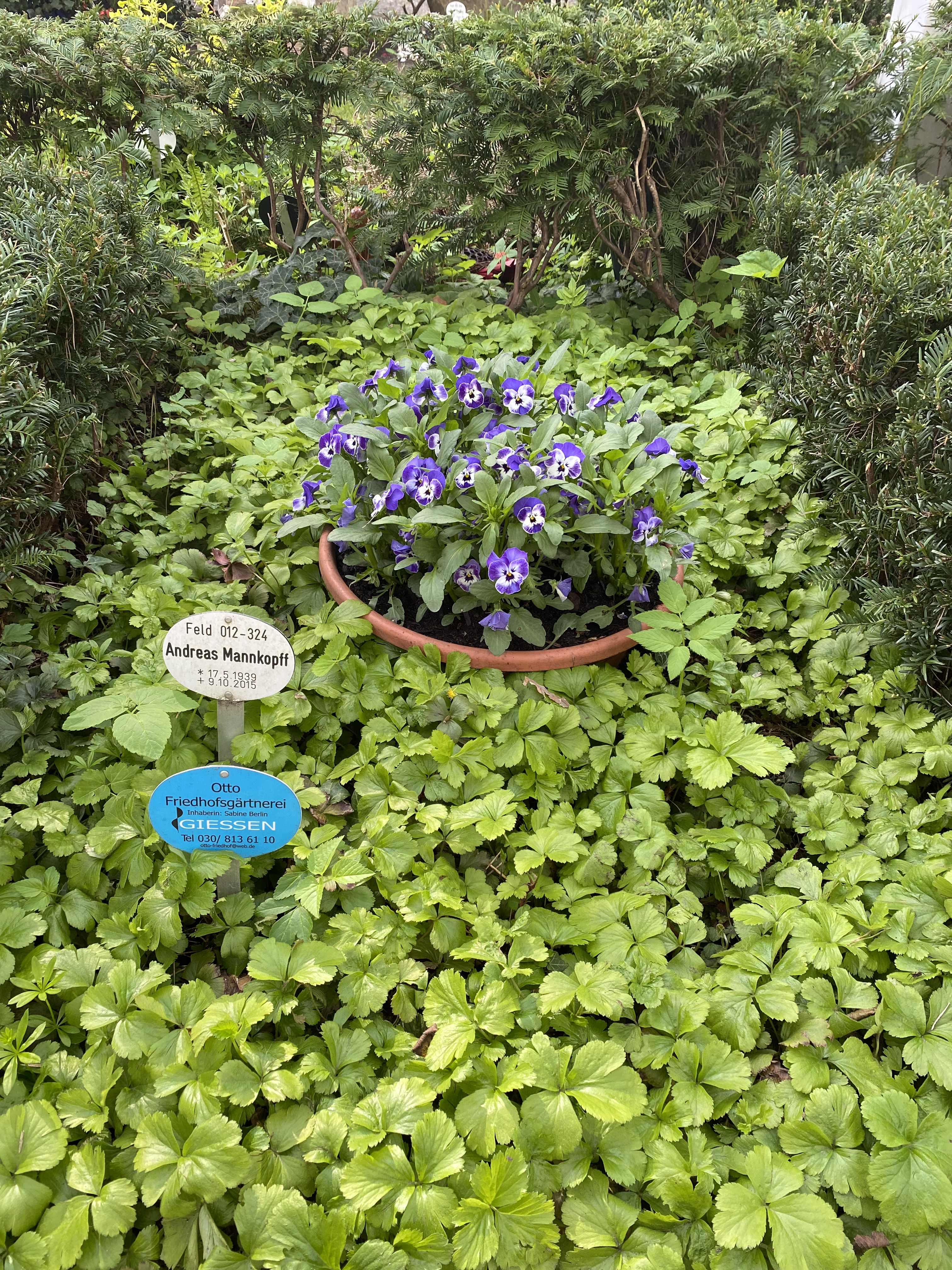
Grabstätte auf dem Waldfriedhof Dahlem

Mannkopff war einer der meistbeschäftigten deutschen Film- und Fernsehschauspieler der 1970er und 1980er Jahre. Er erlangte einen größeren Bekanntheitsgrad durch Rollen in verschiedenen Fernsehserien, insbesondere in einigen Weihnachtsserien des ZDF, die besonders hohe Einschaltquoten hatten, beispielsweise seine Paraderolle in Jack Holborn, Oliver Maass und Patrik Pacard. Weitere Rollen hatte er in Die Wicherts von nebenan und als Hauptbootsmann Wutzki in Nicht von schlechten Eltern. In vielen Serien hatte er Gastauftritte, wie in Der Landarzt, Lokaltermin, Beschlossen und verkündet, Tatort, Großstadtrevier, Die Männer vom K3, Der Fahnder, Die Schwarzwaldklinik, Das Traumschiff, Die lieben Verwandten, Ein Fall für zwei und einer Gastrolle als Pastor in Lukas.
Neben seiner Tätigkeit als Theater-, Fernseh- und Filmschauspieler arbeitete Mannkopff auch als Synchronsprecher und Sprachkünstler für Film und Fernsehen. So lieh er beispielsweise dem Schauspieler John Candy in zehn Filmen seine Stimme, darunter in Der kleine Horrorladen, Mel Brooks’ Spaceballs oder Wer ist Harry Crumb?, darüber hinaus Benny Hill in der Benny Hill Show, Garfield oder auch Kenneth Connor in der britischen Carry-On-Filmreihe. 1968 sprach er aufgrund seiner Stimmähnlichkeit mit Wolfgang Gruner (der die Rolle 1964 bzw. 1965 in den beiden Realfilmen Yeah! Yeah! Yeah! und Hi-Hi-Hilfe! der Beatles gesprochen hatte) Paul McCartney im Zeichentrickfilm Yellow Submarine. In den 1960er bis 1980er Jahren war Mannkopff auch ein häufiger Gast als Sänger in den Radio- und Fernsehsendungen von und mit Hans Rosenthal wie Opas Schlagerfestival (RIAS/WDR), Dalli Dalli oder dem Schlagerfestival der zwanziger Jahre (ZDF). 1987 wurde sein Sohn Daniel geboren.
Andreas Mannkopff erntete auch als Underground-Filmer mit dem satirischen Film Nie wieder Alkohol (1993) Anerkennung, an der Seite von Barbara Schöne und Christiane Maybach. Mannkopff schrieb das Buch, führte Regie und war Hauptdarsteller. In einem neueren Projekt stand Mannkopff, der auch ein Gesangsstudium absolviert hatte, als Milchmann in Anatevka auf der Bühne. Zuletzt war Mannkopff Ensemble-Mitglied der Faust-Festspiele Kronach unter Intendant Daniel Leistner und spielte im Sommer 2015 in Der Florentinerhut.
Am 9. Oktober 2015 starb Andreas Mannkopff im Alter von 76 Jahren nach schwerer Krankheit in Berlin. Seine letzte Ruhestätte erhielt er auf dem Waldfriedhof Dahlem.

## Filmografie (Auswahl)

### Schauspieler
- 1968: Das Geständnis eines Mädchens
- 1968: Heimlichkeiten
- 1969–1970: Ida Rogalski (Fernsehserie, 8 Folgen)
- 1971: Blutjunge Verführerinnen
- 1972: Tatort – Kressin und der Mann mit dem gelben Koffer (Fernsehreihe)
- 1972: Zum zweiten Frühstück: Heiße Liebe
- 1973: Lokaltermin (Fernsehserie, Folge Auf die Minute)
- 1975: Das Amulett des Todes
- 1975: Die Stewardessen
- 1975: Beschlossen und verkündet (Fernsehserie, Folge Vater werden ist nicht schwer)
- 1975: Tatort – Tod im U-Bahnschacht (Fernsehreihe)
- 1976–1982: Direktion City (Fernsehserie, 33 Folgen)
- 1976: Jack the Ripper – Der Dirnenmörder von London
- 1978: Drei Damen vom Grill, (St. 1), Folge 5 Der Ausreißer
- 1979: Die Koblanks (Fernsehserie, Folge Moderne Auffassungen)
- 1980: Fabian
- 1980: Achtung Zoll! (Fernsehreihe)
- 1981–2003: Löwenzahn (3 Folgen)
- 1982: Jack Holborn
- 1983: Flußfahrt mit Huhn
- 1983: Ich heirate eine Familie (Fernsehserie, Folge Kinderkrankheiten)
- 1983: Plem, Plem – Die Schule brennt
- 1984: Patrik Pacard
- 1985: Ein Heim für Tiere (Fernsehserie, Folge Caesar)
- 1985: Otto – Der Film
- 1985: Oliver Maass (Fernsehserie)
- 1986: Detektivbüro Roth (Fernsehserie, Folge Der neue Stoff)
- 1986: Ein Fall für zwei (Fernsehserie, Folge Todsicherer Tip)
- 1986: Laufen, Leiden, länger leben
- 1986–1991: Die Wicherts von nebenan (Fernsehserie, 48 Folgen)
- 1987: Hals über Kopf (Fernsehserie, Pilotfilm)
- 1987: Hafendetektiv (Fernsehserie, Folge Madonna mia)
- 1987–1990: Wartesaal zum kleinen Glück (Fernsehserie, mehrere Folgen)
- 1988–1989: Die Schwarzwaldklinik (Fernsehserie, 6 Folgen)
- 1988: Praxis Bülowbogen (Fernsehserie, Folge Um jeden Preis)
- 1989: Bangkok Story
- 1989: Beim nächsten Mann wird alles anders
- 1989: Tatort – Keine Tricks, Herr Bülow (Fernsehreihe)
- 1989: Der Landarzt (Fernsehserie, Folge Familienleben)
- 1990: Hotel Paradies (Fernsehserie, Folgen Unter Mordverdacht Teil 1 & Teil 2)
- 1990: Ron und Tanja
- 1990, 1991: Wie gut, daß es Maria gibt (Fernsehserie, Folgen Die Berufung, Fan-Post)
- 1991: Ausgetrickst
- 1991–1998: Großstadtrevier (Fernsehserie, 3 Folgen)
- 1991: Das Traumschiff – Disney World
- 1991: Ein Fall für zwei (Fernsehserie, Folge Schneewalzer)
- 1992: Der Millionenerbe (Fernsehserie, Folge Unter der Haube)
- 1992: Tücken des Alltags
- 1992: Gute Zeiten, schlechte Zeiten (Seifenoper, unbekannte Folgenanzahl)
- 1992–1993: Freunde fürs Leben (Fernsehserie, 3 Folgen)
- 1993: Tatort – Die Zärtlichkeit des Monsters (Fernsehreihe)
- 1993–1996: Immer wieder Sonntag (Fernsehserie, 12 Folgen)
- 1993: Tatort – Himmel und Erde (Fernsehreihe)
- 1993–1998: Nicht von schlechten Eltern (Fernsehserie, 12 Folgen)
- 1994: Das Traumschiff – Dubai
- 1995: Doppelter Einsatz (Fernsehserie, Folge Brisante Geschäfte Teil 1)
- 1995: Die Staatsanwältin
- 1995: Unser Lehrer Doktor Specht (Fernsehserie, Folge Schöne Ferien)
- 1995: Das Traumschiff – Mauritius
- 1996: Mit einem Bein im Grab (Fernsehserie, Folge Schlange auf Abwegen)
- 1997: Der Fahnder (Fernsehserie, 14 Folgen)
- 1997, 2004: Unser Charly (Fernsehserie, Folgen Affen weinen nicht, Sommerhitze)
- 1998: Im Namen des Gesetzes (Fernsehserie, Folge Der dritte Streich)
- 1999: Balko (Fernsehserie, Folge Dinojagd)
- 1999: Immer Ärger mit Arno
- 1999: Schwarz greift ein (Fernsehserie, Folge Klassentreffen)
- 2000: Wenn man sich traut
- 2001, 2005: Sperling (Fernsehreihe, 2 Folgen)
- 2001: Küstenwache (Fernsehserie, Folge In den Tiefen des Meeres)
- 2002: Die Westentaschenvenus
- 2004: Samba in Mettmann
- 2005: Sabine! (Fernsehserie, Folge Halloween)
- 2006: Ein Hauptgewinn für Papa
- 2009: Männersache
- 2009: Tierisch verliebt

### Synchronsprecher (Auswahl)
Wallace Shawn
- 1987: Die Braut des Prinzen ... als Vizzini
- 2005: Desperate Housewives … als Lonny Moon
- 2012: Eureka – Die geheime Stadt … als Warren Hughes
- 2014: Good Wife … als Charles Lester
- 2015: Mozart in the Jungle … als Winslow

Edward Brophy
- 1976: Dumbo … als Timothy Q.
- 1992: Der dünne Mann kehrt heim … als Brogan

Terry Gilliam
- 1983: Monty Pythons wunderbare Welt der Schwerkraft ... (verschiedene Rollen)
- 1983: Der Sinn des Lebens ... (verschiedene Rollen)

Charles Grodin
- 1984: Ein Single kommt selten allein … als Warren Evans
- 1984: Die Frau in Rot … als Buddy

weitere
- 1970: Art Garfunkel in Catch-22 – Der böse Trick … als Capt. Nately
- 1976: Michael Palin in Die Ritter der Kokosnuß ... als Mönch
- 1980: Steve Cropper in Blues Brothers … als Steve Cropper
- 1981: José Gras in Mad Foxes – Feuer auf Räder … als Hal
- 1982: Bill Owen in Robin Hood – Rebell des Königs … als Stutely
- 1983: Tomás Milián in Bud, der Ganovenschreck … als Tony Roma
- 1986: Ted Healy in Ich tanze nur für Dich … als Steve
- 1986: Kenneth Connor in Ist ja irre – Diese strammen Polizisten … als Constable Charlie Constable
- 1988–1994: Lorenzo Music in Garfield und seine Freunde … als Garfield
- 1989–1990: Hamilton Camp in DuckTales – Neues aus Entenhausen … als Fenton Crackshell „Krachbummente“
- 1989–1990: Johnny Kraaykamp jr. in Alfred J. Kwak … als Kra
- 1990: Roy Brocksmith in Arachnophobia … als Irv Kendall
- 1990: Per Pallesen in Oliver und Olivia – zwei Freche Spatzen … als Armstrong (1. Synchronisation)
- 1994: Asterix in Amerika als Zenturio Gaius Ausgus (Kinofassung)
- 1999: Für Dom DeLuise in Cybill … als Dom DeLuise
- 2000: Russell Dixon in Liam … als Pater Ryan
- 2010: Ronnie Corbett in Burke & Hare – Wir finden immer eine Leiche … als Captain Tam McLintoch

## Musicalrollen (Auswahl)
- La Cage aux Folles
- Anatevka
- Die drei von der Tankstelle
- My Fair Lady
- 1, 2, 3

## Hörspiele (Auswahl)
- 1968: Ephraim Kishon: Zieh den Stecker raus, das Wasser kocht – Regie: Wolfgang Spier (Hörspiel – RIAS Berlin)
- 1981: Jules Verne: Ewiger Frühling, Chaos und Kunst (Vorlage: L'île à Hélice, Die Propellerinsel, Roman) – Regie: Ulrich Herrlitz (SFB / HR)
- 1985: Lucky Luke in gleichnamiger Hörspielreihe von RCA
- 1985: Janwillem van de Wetering: Der Commissaris geht in Kur – Regie: Peter Michel Ladiges (Kriminalhörspiel – SWF / SFB)
- 1987: Andrea Faustmann: Babie Boss (Marco Taresso) – Regie: Burkhard Ax (WDR)
- 1991: Die drei ???: Musikpiraten.
- 1992: Friedrich Gorenstein: Streit um Dostojewski – Regie: Walter Niklaus (Hörspiel – SFB/DS Kultur)
- 1993: Horst Bosetzky: Wirklich bestialisch – Regie: Holger Rink (Kriminalhörspiel – WDR)
- 2011–2015: Dennis Ehrhardt: Detektei Sonderberg & Co. – Regie: Dennis Ehrhardt (Zaubermond Verlag)[2]
- 2012: Anna-Luise Böhm: Ampelmännchen sind keine Haustiere – Regie: Judith Lorentz (Kinderhörspiel – DKultur)
- 2013: Anna-Luise Böhm: Haudrauf und Mariechen – Regie: Beatrix Ackers (Kinderhörspiel – DKultur)
- 2013: Karl-Heinz Bölling: Der Verfassungsschutz – Regie: Robert Schoen (Hörspiel – DKultur)
- 2013: Point Whitmark, Folge 37: Das Moor der Vergangenen
- 2014: Gruselkabinett, Folge 92: Zimmer 13 und Folge 95 Klassiker Europas, Titania Medien
- 2014: Tom Peuckert: Klassiker Europas – Regie: Oliver Sturm (Literarische Séance – RBB)

## Hörbücher
- Scheerbartiana – Andreas Mannkopff liest Prosatexte von Paul Scheerbart, hoerbuchedition words & music, 2007, ISBN 978-3-9811778-1-7.
- Ubu Rex Saxonia – Hörspiel von Peter Eckhart Reichel frei nach dem Theaterstück Ubu Roi von Alfred Jarry, hoerbuchedition words & music, 2008, ISBN 978-3-9811778-7-9.
- Aus dem Tagebuch eines Hundes / 1. Teil – Ein hündischer Hör-Monolog für Herrchens Frauchen und Frauchens Herrchen, von Peter Eckhart Reichel gelesen von Andreas Mannkopff mit Musik von Niels Fölster, hoerbuchedition words & music, 2009, ISBN 978-3-9811778-5-5.
- Aus dem Tagebuch eines Hundes / 2. Teil – Ein hündischer Hör-Monolog für Herrchens Frauchen und Frauchens Herrchen, von Peter Eckhart Reichel gelesen von Andreas Mannkopff mit Musik von Niels Fölster, hoerbuchedition words & music, 2009, ISBN 978-3-9811778-6-2.